# Laccophilus laetus
Laccophilus laetus är en skalbaggsart som beskrevs av Guignot 1955. Laccophilus laetus ingår i släktet Laccophilus och familjen dykare. Inga underarter finns listade i Catalogue of Life.